# Jean-Paul Kalala
Jean-Paul Kamudimba Kalala (ur. 16 lutego 1982 w Lubumbashi) – piłkarz z Demokratycznej Republiki Konga grający na pozycji pomocnika w Southend United.

## Kariera klubowa
Kalala urodził się w Lubumbashi, jednak karierę piłkarską rozpoczął we Francji. Jego pierwszym klubem w karierze był OGC Nice. W 1999 roku zaczął grać w amatorskich czwartoligowych rezerwach tego klubu. W pierwszym zespole Nice zadebiutował 15 maja 2004 roku w wygranym 2:1 wyjazdowym meczu z En Avant Guingamp, a łącznie rozegrał w nim 2 spotkania (oba w sezonie 2003/2004).
W 2005 roku Kalala odszedł do angielskiego Grimsby Town. W nim zadebiutował 27 sierpnia 2005 w meczu Football League Two z Barnet F.C. W Grimsby grał przez rok.
W 2006 roku Kalala został zawodnikiem grającego w Football League One, Yeovil Town. 12 sierpnia 2006 rozegrał w nim swoje pierwsze spotkanie, z Carlisle United. W Yeovil występował przez jeden sezon.
W 2007 roku Kalala przeszedł do Oldham Athletic z Football League One i zadebiutował w nim 11 sierpnia 2007 w spotkaniu ze Swansea City. W 2008 roku wrócił do Grimsby i był przez rok wypożyczony do tego klubu. Z kolei w 2009 roku ponownie został piłkarzem Yeovil Town. Występował także w trzecioligowym Bristol Rovers
27 lipca 2011 roku podpisał roczny kontrakt z Southend United.
| Sezon   | Klub            | Kraj    | Rozgrywki  | Mecze | Bramki |
| ------- | --------------- | ------- | ---------- | ----- | ------ |
| 1999/00 | OGC Nice B      | Francja | CFA        | 2     | 0      |
| 2000/01 | OGC Nice B      | Francja | CFA        | 27    | 0      |
| 2001/02 | OGC Nice B      | Francja | CFA        | 34    | 1      |
| 2002/03 | OGC Nice B      | Francja | CFA        | 26    | 1      |
| 2003/04 | OGC Nice        | Francja | Ligue 1    | 2     | 0      |
| 2003/04 | OGC Nice B      | Francja | CFA        | 15    | 1      |
| 2004/05 | OGC Nice B      | Francja | CFA        | 14    | 0      |
| 2005/06 | Grimsby Town    | Anglia  | League Two | 21    | 5      |
| 2006/07 | Yeovil Town     | Anglia  | League One | 38    | 1      |
| 2007/08 | Oldham Athletic | Anglia  | League One | 20    | 0      |
| 2008/09 | Grimsby Town    | Anglia  | League Two | 21    | 2      |
| 2009/11 | Yeovil Town     | Anglia  | League One | 45    | 1      |
| 2011    | Bristol Rovers  | Anglia  | League One | 13    | 0      |
| 2011/12 | Southend United | Anglia  | League Two | 2     | 0      |

## Kariera reprezentacyjna
W reprezentacji Demokratycznej Republiki Konga Kalala zadebiutował w 2002 roku. W 2004 roku rozegrał 3 spotkania w Pucharze Narodów Afryki 2004: z Gwineą (1:2), z Tunezją (0:3) i z Rwandą (0:1). Z kolei w 2006 roku podczas Pucharu Narodów Afryki 2006 był rezerwowym i nie rozegrał żadnego spotkania. Od 2002 do 2006 roku rozegrał w kadrze narodowej 7 meczów.